# San Lázaro de Santiago
Santiago o San Lázaro de Santiago (llamada oficialmente Santiago de San Lázaro) es una parroquia española del municipio de Santiago de Compostela, en la provincia de La Coruña, Galicia.

## Entidades de población
Entidades de población que forman parte de la parroquia:
- A Granxa de San Lázaro
- Paredes

Aparecen en el noménclator, pero no en el INE, los siguientes lugares:
- Amio
- Casas do Vento[4] (As Casas do Vento)
- Cotaredo
- Mallou de Abaixo
- Porto do Medio[5] (O Porto do Medio)
- Piñeiro

## Demografía
| Gráfica de evolución demográfica de Santiago entre 2000 y 2024 |
|                                                                |
| Datos según el nomenclátor publicado por el INE.               |